# Diplocephalus permixtus
Diplocephalus permixtus là một loài nhện trong họ Linyphiidae. Chúng được Octavius Pickard-Cambridge miêu tả năm 1871.